# 同城德比
同城德比，或簡稱為德比或对抗（英語：/ˈdɑːrbi/（欧洲）或（美洲）），是指两支位于同一城市或区域的球队（通常指欧洲的足球队，也可以指其它项目）之间所進行的比賽。例如北伦敦德比是阿森纳对上熱刺、曼徹斯特德比是曼城对曼联、默西賽德郡德比是利物浦对埃弗顿。這名詞有時亦會用以形容兩隊在同區或全國皆有重要地位球隊的比賽。
迄今为止，曾经出现过的最高级别的足球同城德比战为2013–14年欧洲冠军联赛的决赛、2015–16年欧洲冠军联赛的决赛，由皇家马德里和马德里竞技对阵。欧冠联赛被认为是顶级的俱乐部赛事，而该德比出现在欧冠联赛的顶端。通常国内联赛的德比战属于例行比赛，比较常见，但国际联赛的同国德比并不常见，而同城德比少之又少，欧冠联赛（包括欧洲冠军杯）历史上出现的同城德比仅9次（截止2023年），决赛中的同城德比仅前述兩次。

## 名称由来
打吡一詞可能源于每年在懺悔節（Shrove Tuesday）及大齋首日（Ash Wednesday）在英格蘭中部德貝代爾（Derbyshire Dales）的阿什本（Ashbourne）舉行的足球比賽，始於12世紀，比賽分兩日由下午2時至10時舉行，全鎮分為兩隊，隊員以出生於流經全鎮的漢莫尔河（Henmore Brook）南北劃分，一隊名為“上游隊”（Up'Ards）而另一隊是“下游隊”（Down'Ards），龍門相距三英里，球賽在全鎮內進行，是當地著名的節日項目。另一理論是源自1780年是由第十二代德比伯爵創辦的打吡賽馬，為3歲平地競賽馬匹最重要比賽。

## 意义
德比双方的球員及球迷的比賽氣氛較一般比賽更熱氣騰騰，如雙方有宗教派別或政治分歧的敵對關係，比賽的張力更為劇烈。
政治敌对的德比例子有巴塞罗那對皇家馬德里，皇家馬德里是代表首都馬德里的球隊，而巴塞罗那則受到加泰羅尼亞地區獨立力量的支持。
宗教派別敵對的打吡例子有蘇格蘭格拉斯哥的老字號對戰，代表羅馬天主教人口，而格拉斯哥流浪代表同市的新教人口。

## 衍生
打吡通常代表兩隊位於同一城市或鄰近地區的球隊的比賽，但有時歷史上的全國性敵對球隊如荷蘭的阿積士對飛燕諾或義大利的國際米蘭對祖雲達斯等亦可稱為打吡或“国家德比”。

## 欧冠历史上的德比
- 歷史上歐冠聯賽尚未出現同國球隊包攬四強的情況，曾經出現過5次同國三支球隊打入四強的情況，其中西、意、英各有一次三支球隊打入四強並包攬決賽的盛況。
  - 1999/2000-皇家馬德里、瓦倫西亞、巴塞羅那（同為西班牙球隊，包攬決賽）
  - 2002/2003-AC米蘭、尤文圖斯、國際米蘭（同為意大利球隊，包攬決賽）
  - 2006/2007-利物浦、切爾西、曼聯（同為英格蘭球隊，冠軍意大利AC米蘭）
  - 2007/2008-曼聯、切爾西、利物浦（同為英格蘭球隊，包攬決賽）
  - 2008/2009-曼聯、切爾西、阿森納（同為英格蘭球隊，冠軍西班牙巴塞羅那）
- 歷史上歐洲冠軍盃和歐冠聯賽曾經出現過36次兩支來自同一個國家的球隊對賽。包括：
  - 13次英格蘭俱樂部之間
  - 13次西班牙俱樂部之間
  - 6次意大利俱樂部之間
  - 3次德國俱樂部之間
  - 1次法國俱樂部之間
  - 其中決賽出現過8次（西班牙、英格蘭各3次，意大利、德國各1次）：
    - 1999/2000年決賽 — 皇家馬德里 對 華倫西亞（同為西班牙球隊）
    - 2002/2003年決賽 — AC米蘭 對 祖雲達斯（同為意大利球隊）
    - 2007/2008年決賽 — 曼聯 對 車路士（同為英格蘭球隊）
    - 2012/2013年決賽 — 拜仁慕尼黑 對 多蒙特（同為德國球隊）
    - 2013/2014年決賽 — 皇家馬德里 對 馬德里體育會（同為西班牙球隊）
    - 2015/2016年決賽 — 皇家馬德里 對 馬德里體育會（同為西班牙球隊）
    - 2018/2019年決賽 — 利物浦 對 托定咸熱刺（同為英格蘭球隊）
    - 2020/2021年決賽 — 車路士 對 曼城（同為英格蘭球隊）

  - 而同城德比（真正的德比）則有10次，包括（西班牙馬德里6次，意大利米蘭3次，英格蘭倫敦1次）： 
    - 1958/1959年 — 皇家馬德里 對 馬德里體育會（準決賽，同為西班牙馬德里球隊）
    - 2002/2003年 — AC米蘭 對 國際米蘭（準決賽，同為意大利米蘭球隊）
    - 2003/2004年 — 切爾西 對 阿森納（八強，同為英格蘭倫敦球隊）
    - 2004/2005年 — AC米蘭 對 國際米蘭（八強，同為意大利米蘭球隊）
    - 2013/2014年 — 皇家馬德里 對 馬德里體育會（決賽，同為西班牙馬德里球隊）
    - 2014/2015年 — 皇家馬德里 對 馬德里體育會（八強，同為西班牙馬德里球隊）
    - 2015/2016年 — 皇家馬德里 對 馬德里體育會（決賽，同為西班牙馬德里球隊）
    - 2016/2017年 — 皇家馬德里 對 馬德里體育會（準決賽，同為西班牙馬德里球隊）
    - 2022/2023年 — 國際米蘭 對 AC米蘭（準決賽，同為意大利米蘭球隊）
    - 2024/2025年 — 皇家馬德里 對 馬德里體育會（十六強，同為西班牙馬德里球隊）

## 著名德比

### 足球

#### 英格兰
- 利曼大戰（红色德比、双红会）：利物浦vs曼联
- 阿曼大戰（仙魔大戰、雙紅會）：阿森納vs 曼联
- 曼彻斯特德比（曼市雙雄）：曼联vs曼城
- 默西賽德郡打吡（利物浦德比）：利物浦vs埃弗顿

倫敦打吡（London Derbies）是以下同城打吡的統稱：
- 倫敦打吡（London Derbies）-（北）、車路士（西）、（北）、（东）、富勒姆（西）、（南）、（西）、（南）、賓福特（南）、（南）、（东）、（南）、（北）、布羅姆利（南）、（南）、韋特史東（西）、（东）、恩菲爾德鎮（北）、漢普頓列治蒙堡（南）、霍恩徹奇（东）、杜爾維奇（南）、威靈聯（南）
  - 東倫敦打吡（East London derby）-  對 
  - 碼頭工人打吡（Dockers derby）-  對 
  - 南倫敦打吡（South London derby）-  對 水晶宮
  - 西倫敦打吡（West London derby）- 車路士 對 富勒姆
  - 波魯打吡（Borough derbies）- 只包括三間位於倫敦哈默史密斯-富勒姆區的球隊、富勒姆及車路士之間的對陣
  - 北倫敦打吡（North London derby）-  對 
  - 新倫敦打吡（Arsenal F.C.–Chelsea F.C. rivalry）-  對 車路士
- 伯明翰德比：伯明翰vs阿斯顿维拉
- 鋼鐵之城德比：谢菲尔德联vs谢菲尔德星期三
- 黑区德比：狼队vs西布罗姆维奇vs沃尔索尔
- 诺丁汉德比：諾士郡vs诺丁汉森林
- 玫瑰德比：曼联vs利兹联
- 南岸德比：朴茨茅斯vs南安普敦
- 威尔士德比：vs卡迪夫城
- 东盎格鲁德比：伊普斯维奇vs诺维奇
- 西兰开夏德比：普雷斯顿vs布莱克浦
- 东兰开夏德比：布莱克本vs伯恩利
- 东北德比：桑德兰vs纽卡斯尔联队
- 威尔-蒂斯德比：桑德兰vs米德尔斯堡足球俱乐部

#### 意大利
- 國家德比（Derby d'Italia）：尤文圖斯vs國際米蘭
- 米蘭德比（Derby della Madonnina）：AC米蘭vs國際米蘭
- 都靈德比（Derby della Mole）：尤文圖斯vs都靈
- 羅馬德比（Derby della Capitale）：羅馬vs拉齊奧
- 熱那亞德比（燈塔德比）（Derby della Lanterna）：熱那亞vs桑普多利亞
- 維羅納德比（Derby della Scala）：維羅納vs切沃
- 托斯卡納德比（Tuscany Derby）：佛羅倫薩vs錫耶納vs恩波利vs利沃諾
- 海峽德比（Derby dello Stretto）：雷吉納vs墨西拿
- 西西里島德比（Sicilian derby）：巴勒莫vs卡塔尼亞vs墨西拿
- 北部德比（North Derby）：布雷西亞vs亞特蘭大
- 貝加莫德比（Bergamo Derby）：亞特蘭大vs阿爾比諾萊費
- 普利亞德比（Derby of Apulia）：巴裏vs萊切
- 亞平寧德比（Derby of Apennines）：佛羅倫薩vs博洛尼亞
- 太陽德比（Derby of the Sun）：那不勒斯vs羅馬
- 海島德比（兩島德比）（Derby of Islands）：卡利亞裏vs巴勒莫
- 第勒尼安海德比（Derby of Tyrrhenian Sea）：比薩vs利沃諾
- 波河德比（Derby of Po River）：皮亞琴察vs克雷莫納
- 加爾達湖德比（Derby of Lake Garda）：布雷西亞vs維羅納
- 艾米利亞大道德比（Derby of Via Aemilia）：博洛尼亞vs帕爾馬

#### 西班牙
- 国家德比（世纪之战）：皇家马德里vs巴塞罗那
- 馬德里打吡：皇家马德里vs马德里竞技
- 巴塞隆拿打吡（加泰罗尼亚德比）：巴塞罗那vs西班牙人
- 巴伦西亚德比：巴伦西亚vs莱万特vs比利亚雷亚尔
- 塞维利亚德比：塞维利亚vs贝蒂斯
- 安达卢西亚德比：塞维利亚vs贝蒂斯vs马拉加vs维尔瓦vs卡迪斯vs阿尔梅里亚
- 加利西亚德比：拉科鲁尼亚vs维戈塞尔塔
- 巴斯克德比：毕尔巴鄂竞技vs皇家社会
- 阿斯图里亚斯德比：希洪竞技vs皇家奥维多
- 加纳利群岛德比：特内里费vs拉斯帕尔马斯
- 皇家德比:皇家馬德里vs皇家社會

#### 德国
- 国家德比：拜仁慕尼黑vs多特蒙德
- 北部德比：汉堡vs云达不莱梅
- 南部德比：拜仁慕尼黑vs斯图加特
- 慕尼黑德比：拜仁慕尼黑vs慕尼黑1860
- 柏林德比：柏林赫塔vs柏林联
- 巴伐利亞德比：拜仁慕尼黑vs紐倫堡
- 汉堡德比：汉堡vs圣保利
- 莱比锡德比：莱比锡火车头vs莱比锡红牛
- 鲁尔区德比：沙尔克04vs多特蒙德
- 普鲁士德比：多特蒙德vs门兴格拉德巴赫
- 下萨克森州德比：沃尔夫斯堡vs汉诺威96

#### 法国
- 国家德比：巴黎圣日耳曼vs马赛
- 新国家德比：巴黎圣日耳曼vs里昂
- 诺曼底德比：卡昂vs勒阿弗尔
- 罗讷河德比：里昂vs圣埃蒂安
- 巴黎德比：巴黎圣日耳曼vs巴黎FC
- 香槟德比：兰斯vs特鲁瓦
- 加莱海峡德比：里尔vs朗斯

#### 日本
- 神奈川德比：橫濱水手vs川崎前鋒
- 大阪德比：大阪飛腳vs大阪櫻花
- 東京德比：東京FCvs東京綠茵vs町田澤維亞
- 阪神德比：大阪飛腳/大阪櫻花vs神戶勝利船
- 橫濱德比：橫濱水手vs橫濱FC vs橫濱體育
- 靜岡德比：磐田喜悅vs清水心跳 vs藤枝MYFCvs沼津青藍
- Love Live!德比：沼津青藍vs金澤薩維根

#### 中國大陸
- 上海德比：上海申花vs上海海港vs上海嘉定匯龍
- 京城德比：北京國安vs北京理工
- 島城德比：青島海牛vs青島西海岸vs青島紅獅
- 深圳德比：深圳新鵬城vs深圳青年人vs深圳二零二八
- 大連德比：大連英博vs大連鯤城
- 武漢德比：武漢三鎮vs湖北青年星
- 杭州德比：浙江俱樂部vs杭州臨平吳越
- 長春德比：長春亞泰vs長春喜都
- 廣州德比：廣東廣州豹vs廣東銘途vs廣州蒲公英
- 南通德比：南通支雲vs南通海門珂締緣
- 贛州德比：定南贛聯vs贛州瑞獅

#### 香港
- 香港打吡：南華 vs 傑志
- 東南大戰：東方龍獅 vs 南華
- 東傑大戰 (雙藍會)：傑志 vs 東方龍獅
- 左右對決 (國共大戰)：東方龍獅 vs 愉園
- 南飛大戰 (兄弟打吡)：南華 vs 天水圍飛馬
- 灣仔打吡：南華 vs 港會
- 新界打吡：和富大埔 vs 元朗FC
- 南北大戰：冠忠南區 vs 均業北區

#### 其余各国的国家德比
- 苏格兰：格拉斯哥流浪者vs些路迪
- 葡萄牙：波尔图vs本菲卡
- 荷兰：阿贾克斯vs费耶诺德vs埃因霍温
- 乌克兰：顿涅茨克矿工vs基辅迪纳摩
- 土耳其：加拉塔萨雷vs费内巴切vs贝西克塔斯
- 阿根廷：河床vs
- 巴西：vs圣保罗
- 智利：科洛科洛vs智利大学
- 韓國：蔚山現代vs全北汽車

#### 国际德比

##### 欧洲
- 皇家马德里vs拜仁慕尼黑（欧洲德比）
- 皇家馬德里vsAC米蘭
- 貝爾格萊德紅星vs薩格勒布迪纳摩（巴爾幹德比）
- 北愛爾蘭足球代表隊vs愛爾蘭共和國國家足球隊（愛爾蘭德比）

##### 亚洲
- 浦项铁人vs利雅得新月
- 武里南聯vs柔佛JDT
- 佩斯查vs柔佛JDT

### 篮球

#### 美國，加拿大
- 波士顿凯尔特人vs费城76人
- 波士顿凯尔特人vs纽约尼克斯
- 纽约尼克斯vs布鲁克林篮网（纽约德比）
- 克利夫兰骑士vs芝加哥公牛
- 底特律活塞vs芝加哥公牛（五大湖德比）
- 印第安纳步行者vs底特律活塞
- 奥兰多魔术vs迈阿密热火（佛罗里达德比）
- 洛杉矶快船vs洛杉矶湖人（洛杉矶德比）
- 萨克拉门托国王vs金州勇士（北加州德比）
- 洛杉矶湖人vs菲尼克斯太阳
- 洛杉矶湖人vs萨克拉门托国王vs洛杉矶快船vs金州勇士（加利福尼亞德比）
- 休斯顿火箭vs达拉斯小牛vs圣安东尼奥马刺（德克薩斯德比）

#### 西班牙
- 皇家马德里vs巴塞罗那（西班牙國家德比）

#### 土耳其
- 安纳托利亚艾菲斯vs費倫巴治（大伊斯坦堡德比）

#### 希臘
- 帕纳辛奈科斯vs奥林匹亚科斯（永恆德比）

#### 中國大陸
- 浙江广厦vs浙江稠州vs寧波甬興（浙江德比）
- 广东宏远vs东莞/深圳马可波罗vs佛山龙狮（广东德比）
- 南京同曦vs江蘇龍肯帝亞（江蘇德比）
- 四川五糧金樽vs山東麒麟vs青島每日優鮮（山东德比）
- 北京首钢vs北京北控（北京德比）

#### 台灣
- 新北國王 vs 新北中信特攻 (TPBL新北內戰 / 新莊德比)

#### 香港
- 南華 vs 永倫  (紅黃大戰，經典對決)
- 東方龍獅 vs 南華 (東南大戰)

#### 澳門
- 澳門戰狼 vs 澳門黑熊（澳門德比）

#### 日本
- 東京電擊 vs 琉球黃金國王
- 東京電擊 vs 千葉噴射機船橋 (首都圈大戰)

#### 南韓
- 首爾SK騎士 vs 首爾三星雷霆（首爾德比）
- 首爾SK騎士 vs 首爾三星雷霆 vs（首都圈大戰）
- （東南區德比）

### 棒球

#### 美國
美國職棒大聯盟中的德比戰通常會有特殊名稱。
- 波士顿红袜vs纽约洋基（「基襪大戰，Yankees-Red Sox rivalry[1]）
- 波士顿红袜vs坦帕湾光芒
- 邁阿密馬林魚vs坦帕湾光芒（柑橘大戰）
- 底特律老虎vs芝加哥白袜
- 德州遊騎兵vs休士顿太空人（孤星系列赛、德州德比）
- 芝加哥小熊vs圣路易斯红雀
- 芝加哥白袜vs芝加哥小熊（風城大戰、芝加哥德比）
- 芝加哥小熊vs密尔沃基酿酒人（密歇根湖系列赛）
- 洛杉矶道奇vs旧金山巨人（加州德比）
- 洛杉矶道奇vs亚利桑那响尾蛇
- 亚特兰大勇士vs华盛顿国民
- 纽约大都会vs费城人队
- 洛杉矶道奇vs洛杉矶天使（高速公路大戰，洛杉矶德比）
- 纽约洋基vs纽约大都会（地鐵大戰）
- 巴尔的摩金莺vs华盛顿国民（纽带系列赛）[2][3][4][5][6]

#### 日本
NPB
- 讀賣巨人vs養樂多燕子（TOKYO SERIES（日语：TOKYOシリーズ））
- 阪神虎vs歐力士野牛（關西德比（日语：関西ダービー (日本プロ野球)）（或 難波線大戰[7]））

#### 南韓
KBO
- 斗山熊vsLG雙子（蠶室德比）
- 斗山熊vsLG雙子vs培證英雄（SEOUL SERIES）
- NC恐龍vs樂天巨人（東南區對決）

#### 中華民國
中華職棒
- 富邦悍將vs中信兄弟（金控大戰）[8][9]
- 統一獅vs中信兄弟（原兄弟象）vs味全龍（龍象/龍獅/獅象大戰；傳統一戰）

#### 國際
- 台灣vs南韓[10][11]
- 台灣vs日本

### 冰球

#### 北美
- 渥太华参议员vs多伦多枫叶（安大略之战）
- 渥太华参议员vs蒙特利尔加拿大人
- 佛罗里达美洲豹vs坦帕湾闪电(政客之钟、佛罗里达德比）
- 波士顿仙熊vs布法罗军刀
- 蒙特利尔加拿大人vs魁北克市北方人（魁北克争夺战）
- 哥伦布蓝衣vs匹兹堡企鹅
- 纽约岛人vs纽约游骑兵(纽约德比)
- 费城飞人vs匹兹堡企鹅（宾夕法尼亚德比、拱顶石州之战）
- 紐澤西魔鬼vs费城飞人（泽西高速路德比）
- 纽约游骑兵vs费城飞人（百老汇德比）
- 纽约岛人vs华盛顿首都
- 芝加哥黑鹰vs圣路易斯蓝调
- 洛杉矶国王vs圣何塞鲨鱼（加州德比）
- 卡尔加里火焰vs埃德蒙顿加油工（阿尔伯塔德比）
- 卡尔加里火焰vs温哥华加人
- 埃德蒙顿加油工vs温尼伯喷射器
- 阿纳海姆鸭子vs底特律红翼[12][13][14][15]

#### 东欧
- 莫斯科中央陆军vs莫斯科斯巴达克vs莫斯科迪纳摩（首都德比）
- 维特亚兹契科夫vs阿特兰特莫斯科州
- SKA圣彼得堡vs莫斯科斯巴达克（两都德比）
- 叶卡捷琳堡vs马格里托戈尔斯特vs车里雅宾斯克（乌拉尔德比）
- 西比尔新西伯利亚vs鄂木斯克先锋vs马格里托戈尔斯特(西伯利亚德比)
- 雅罗斯拉夫尔火车头vs喀山酒吧vs拉达陶里亚蒂vs下诺夫哥罗德鱼雷（伏尔加德比）
- 列夫布拉格vs斯洛凡布拉迪斯拉法（捷克斯洛伐克德比）
- 里加迪纳摩vs明斯克迪纳摩vs莫斯科迪纳摩（迪纳摩德比）
- 沃斯克列先斯特vs阿特兰特莫斯科州（黄蓝德比）
- 切列波韦茨塞维斯塔尔vs阿特兰特莫斯科州
- 阿斯塔纳vs喀山酒吧（猫德比）
- 喀山酒吧vs乌法（绿色德比）[16][17][18][19][20][21][22]

#### 英国
- 斯牢喷射器vs布拉克奈尔蜜蜂
- 米尔顿凯恩斯闪电vs彼得伯勒幻影

### 无板篮球
- 澳大利亚钻石vs新西兰银香薇

### 英式橄榄球

#### 澳洲
- 布里斯班野马vs北昆士兰牛仔
- 布里斯班野马vs黄金海岸泰坦
- 堪培拉突击者vs西部老虎
- 坎特伯雷斗牛犬vs帕拉玛塔鳗鱼
- 墨尔本风暴vs圣乔治伊拉瓦拉龙
- 墨尔本风暴vs新西兰武士
- 纽卡斯尔骑士vs曼利马灵加海鹰
- 南悉尼兔子联盟vs悉尼公鸡

#### 国际
- 新西兰黑衣vs南非跳羚
- 新西兰黑衣vs澳大利亚袋鼠
- 英格兰vs威尔士
- 新西兰黑衣vs威尔士

### 美国大学体育
- 阿拉巴马大学vs奥本大学(阿拉巴马德比、铁碗之战）
- 密歇根大学vs俄亥俄州立大学(密俄对抗、20世纪最佳德比）
- 迈阿密大学vs佛罗里达大学vs佛罗里达州立大学（佛罗里达德比）
- 阿拉巴马大学vs路易斯安那州立大学（新世纪德比）
- 加州大学洛杉矶分校vs南加州大学（洛杉矶之战）
- 斯坦福大学vs加州大学伯克利分校(斯坦福战斧、湾区德比、大赛）
- 佐治亚大学vs佐治亚理工学院(佐治亚德比、古老而纯粹的憎恨）
- 圣母大学vs密歇根大学（灯光德比）
- 辛辛那提大学vs迈阿密牛津大学
- 哈佛大学vs耶鲁大学(哈佛·耶鲁之战）
- 俄克拉荷马大学vs德克萨斯大学（红河枪战）
- 杜克大学vs北卡罗来纳大学教堂山分校vs北卡罗来纳州立大学vs维克森林大学(北卡德比、烟草之路）
- 印第安纳大学vs普渡大学（印第安纳德比）
- 内华达大学雷诺分校vs内华达大学拉斯维加斯分校(内华达德比、弗莱门特大炮德比）
- 康奈尔大学vs普林斯顿大学
- 南卡罗来纳大学vs佐治亚大学
- 宾夕法尼亚州立大学vs阿拉巴马大学
- 德克萨斯理工大学vs德克萨斯基督教大学（马鞍德比）
- 南卡罗来纳大学vs克莱姆森大学（南卡德比）
- 康奈尔大学vs达特茅斯学院
- 西弗吉尼亚大学vs匹兹堡大学（后花园德比）
- 犹他大学vs杨百翰大学(圣战、车轮战、马蜂窝之战）
- 俄勒冈大学vs俄勒冈州立大学(俄勒冈德比、内战）
- 利哈伊大学vs拉法叶学院（东宾州德比）
- 匹兹堡大学vs宾夕法尼亚州立大学（宾夕法尼亚关联德比）
- 密苏里大学vs阿拉巴马大学
- 德克萨斯大学vs德克萨斯农机大学（德克萨斯德比）
- 罗格斯大学vs普林斯顿大学（新泽西德比）
- 马里兰大学vs约翰·霍普金斯大学vs马里兰罗耀拉大学（马里兰德比）
- 美国空军学院vs科罗拉多州立大学
- 宾夕法尼亚州立大学vs马里兰大学
- 杜克大学vs印第安纳大学vs密歇根大学
- 加州大学伯克利分校vs加州大学洛杉矶分校（加州超级德比）
- 康涅狄格大学vs麻省大学
- 路易斯安那大学门罗分校vs路易斯安那大学拉法叶分校（小海湾德比）
- 华盛顿大学vs华盛顿州立大学（华盛顿德比、切苹果之战）
- 爱荷华大学vs爱荷华州立大学（爱荷华德比）
- 密苏里大学vs堪萨斯大学（边界战争）
- 加州大学圣塔芭芭拉分校vs新墨西哥大学
- 俄亥俄州立大学vs密歇根州立大学
- 北卡罗来纳大学教堂山分校vs肯塔基大学
- 俄克拉荷马大学vs俄克拉何马州立大学(俄克拉荷马德比、疯狂之钟）
- 圣母大学vs普渡大学（橡木棍之战）
- 科罗拉多大学vs科罗拉多州立大学（科罗拉多德比）
- 博伊斯州立大学vs弗雷斯诺州立大学（奶罐德比）
- 鲍灵格林州立大学vs肯特州立大学
- 杨百翰大学vs犹他州立大学（旧马车轮德比）
- 亚利桑那大学vs亚利桑那州立大学（领土之争）
- 阿肯色大学vs路易斯安那州立大学（金靴德比）
- 德克萨斯基督教大学vs南卫理公会大学（平底锅德比）
- 弗吉尼亚理工大学vs佐治亚理工学院（理工大学德比）
- 鲍林格林州立大学vs托莱多大学（75号州际公路德比）
- 弗吉尼亚大学vs弗吉尼亚理工大学（黑钻石德比）
- 加州州立理工大学vs加州大学戴维斯分校（金马蹄德比）
- 特拉华大学vs维拉诺瓦大学（蓝色德比）
- 东肯塔基大学vs西肯塔基大学（兰草德比）
- 加州大学洛杉矶分校vs亚利桑那大学
- 密歇根大学vs密歇根州立大学（密歇根德比）
- 东密歇根大学vs中密歇根大学vs西密歇根大学vs北密歇根大学（小密歇根德比）
- 宾夕法尼亚州立大学vs俄亥俄州立大学
- 斯坦福大学vs圣母大学（传奇德比）
- 明尼苏达大学vs威斯康辛大学
- 阿默斯特学院vs威廉姆斯学院（小学院超级德比）
- 圣母大学vs波士顿学院（宗教德比）
- 奥本大学vs佐治亚大学（南方迪克西兰德比）
- 堪萨斯大学vs堪萨斯州立大学（堪萨斯德比）
- 雪城大学vs西弗吉尼亚大学
- 美国陆军学院vs美国海军军官学校vs美国空军学院vs弗吉尼亚军事学院（军校德比）
- 密西西比大学vs密西西比州立大学
- 宾夕法尼亚州立大学vs密歇根大学
- 佛蒙特大学vs新罕布什尔大学vs缅因大学
- 爱荷华大学vs威斯康辛大学（腹地之战）
- 长岛大学vs纽约州立石溪大学（长岛德比）
- 哈佛大学vs麻省理工学院
- 美国空军学院vs夏威夷大学
- 内布拉斯加大学vs宾夕法尼亚州立大学
- 俄勒冈大学vs华盛顿大学
- 伊利诺伊大学vs俄亥俄州立大学（伊利巴克龟）
- 休斯顿大学vs莱斯大学(休斯顿德比、河口德比）
- 圣迭戈州立大学vs加州州立大学弗雷斯诺分校（油罐德比）
- 科罗拉多州立大学vs怀俄明大学（筒靴德比）
- 密歇根大学vs明尼苏达大学(小棕色茶壶之争、M德比）
- 弗雷斯诺州立大学vs路易斯安那理工学院（剔骨德比）
- 密苏里大学vs内布拉斯加大学
- 宾夕法尼亚州立大学vs雪城大学
- 佛罗里达州立大学vs克莱姆森大学
- 密歇根州立大学vs宾夕法尼亚州立大学（拓地大学之战）
- 西北大学vs伊利诺伊大学(伊利诺伊德比、林肯之地争夺战）
- 伦斯勒理工学院vs伍斯特理工学院（通体德比）
- 田纳西大学vs孟菲斯大学vs范德比尔特大学（田纳西之战）
- 德雷塞尔大学vs宾夕法尼亚大学vs天普大学vs维拉诺瓦大学（费城德比）
- 纽约州立布法罗大学vs雪城大学vs康奈尔大学vs罗彻斯特大学（上纽约德比）
- 韦尔斯利学院vs波士顿大学vs塔夫茨大学vs麻省大学波士顿分校vs东北大学vs布兰戴斯大学vs萨佛克大学
- 西北大学vs芝加哥大学（芝加哥德比）
- 奥本大学vs佛罗里达大学
- 杜克大学vs克莱姆森大学
- 弗吉尼亚大学vs北卡罗来纳大学教堂山分校（南方德比）
- 纽约大学vs哥伦比亚大学（曼哈顿德比）
- 蒙大拿大学vs蒙大拿州立大学(蒙大拿德比、大分水岭德比）
- 肯塔基大学vs田纳西大学vs路易维尔大学
- 马里兰大学vs弗吉尼亚大学
- 佐治亚理工学院vs埃默里大学（亚特兰大对抗）
- 西北州立大学vs尼科尔斯州立大学（NSU德比）
- 詹姆斯·麦迪逊大学vs威廉·玛丽学院
- 卡内基梅陇大学vs匹兹堡大学
- 福德汉姆大学vs哥伦比亚大学(9-11纪念对抗赛）
- 北达科他州立大学vs南达科他州立大学（达科塔德比）

### 中國大學體育
- 五道口德比：清華大學vs北京大學
- 天津大學德比：南開大學vs天津大學
- 上海大學德比：復旦大學vs上海交通大學
- 武漢大學德比：武漢大學vs華中科技大學
- 南京大學德比：南京大學vs東南大學
- 長沙大學德比：湖南大學vs中南大學
- 西安大學德比：西安交通大學vs西北工業大學
- 廣州大學德比：中山大學vs華南理工大學
- 成都大學德比：四川大學vs電子科技大學

### 香港學界體育

#### 大學
- 香港大學vs香港中文大學[23][24][25]
- 香港城市大學vs香港浸會大學

#### 中學
- 拔萃男書院vs喇沙書院
- 拔萃女書院vs協恩中學

### 台灣學界體育

#### 大學
- 清華大學vs陽明交通大學（梅竹賽）
- 健行科大VS國立體大（桃園內戰）
- 義守大學VS高雄師大（高雄內戰）
- 國立台北教育大學VS國立台灣師範大學（和平東路之戰）
- 世新大學VS政治大學（文山內戰，尤其是在UBA）

#### 高中
- 松山高中VS南山高中VS東山高中VS泰山高中（雙山會）
- 松山高中VS南湖高中VS強恕高中VS成功高中（台北內戰）
- 南山高中VS能仁家商VS泰山高中VS三重商工VS錦和高中；淡水商工VS南山高中（新北內戰）
- 光復中學VS東泰高中（新竹內戰）
- 青年高中VS東山高中（台中內戰）
- 松山高中VS高苑工商；北一女中VS北市陽明（綠色大戰）
- 三民家商VS高苑工商（高雄內戰）

### 电子竞技

#### 英雄联盟
- RNG vs EDG（猪狗大战）
- RNG vs WE（中国德比）
- SKT vs Gen.G（韩国德比）（首尔德比）

## 外部連結
- 足球打吡網站（包含世界各地足球打吡以至敵對球隊對碰資料）